# فلامينجوز هارلم
فلامينجوز هارلم (بالهولندية: Flamingo's Haarlem) كان فريق كرة سلة هولندي للمحترفين تأسس في سنة 1960 يقع مقره في هارلم. تم حل الفريق في سنة 1983

## الإنجازات
- الدوري الهولندي لكرة السلة (4 مرات)

1968، 1971، 1972، 1973
- كأس هولندا (مرة واحدة)

1969، 1970، 1971، 1976